# Berberomeloe insignis
Berberomeloe insignis is een keversoort uit de familie van oliekevers (Meloidae). De wetenschappelijke naam van de soort is voor het eerst geldig gepubliceerd in 1818 door Charpentier.